# جورج رايلي (لاعب كرة قدم)
جورج رايلي (بالإنجليزية: George Reilly)‏ هو لاعب كرة قدم ومدرب كرة قدم بريطاني في مركز الهجوم، ولد في 14 سبتمبر 1957. لعب مع كامبريدج يونايتد ونورثامبتون تاون ووست بروميتش ألبيون.